# Canada Women’s Sevens
Canada Women’s Sevens – oficjalny międzynarodowy turniej żeńskich reprezentacji narodowych w rugby 7 rozgrywany od 2015 roku pod egidą World Rugby wchodzący w skład World Rugby Women’s Sevens Series.

## Informacje ogólne
Zawody w oficjalnym kalendarzu World Rugby pojawiły się w po raz pierwszy w sezonie 2014/2015. W turnieju brało udział dwanaście reprezentacji; początkowo był rozgrywany samodzielnie, a od 2023 roku wraz z męskim Canada Sevens.
Z uwagi na pandemię COVID-19 zaplanowane do rozegrania w roku 2020 zawody zostały odwołane, zaś rok później po ich odwołaniu zorganizowano dwa towarzyskie turnieje w formule Fast Four.